# Alija (Vorname)
Alija ist ein männlicher Vorname bosnischer Herkunft sowie ein weiblicher Vorname russischer Herkunft.

## Namensträger
- Alija Behmen (1940–2018), bosnischer Politiker
- Alija Izetbegović (1925–2003), bosnischer Politiker, islamischer Aktivist
- Alija Nametak (1906–1987), jugoslawischer Schriftsteller
- Alijah Vera-Tucker (* 1999), US-amerikanischer American-Football-Spieler

## Namensträgerinnen
- Alija Rawiljewna Iksanowa (* 1984), russische Skilangläuferin
- Alija Machsutowna Jussupowa (* 1984), kasachische Turnerin
- Alija Moldagulowa (1925–1944), sowjetische Soldatin
- Alija Fargatowna Mustafina (* 1994), russische Kunstturnerin